# Nicolas Armindo
Nicolas Armindo, född den 8 mars 1982 i Colmar, är en fransk racerförare.